# Ʌ
Ʌ,ʌ는 V의 변형자이다.

## 쓰임
- ʌ는 국제음성기호에서 후설 비원순 중저모음을 나타낸다.

## 같이 보기
- 반대 곡절 부호
- 캐럿 (기호)
- 곡절 부호
- 논리곱